# Paul Bearer
William Alvin Moody (Mobile, Alabama, 10 de abril de 1954 - Ibidem, 5 de marzo de 2013) fue un mánager de lucha libre profesional. Es conocido por su trabajo en la World Wrestling Federation bajo el nombre de Paul Bearer en la década de 1990, donde fue el mánager de varios luchadores, destacando The Undertaker, Kane, Mankind, The Rock.
También trabajó para otras empresas, como la World Class Championship Wrestling bajo el nombre de Percy Pringle. Un año después de su muerte, fue inducido en el WWE Hall of Fame.

## Carrera

### World Wrestling Federation/ Entertainment (1990-2002)
The Undertaker en un comienzo fue dirigido por Brother Love, pero al cabo de muy poco tiempo este le dio el relevo a Paul Bearer para ser el mánager de Undertaker. Bearer se reveló como un personaje histriónico y gesticulante, de aspecto fantasmal y siempre vestido de luto, que seguía lealmente a Undertaker y portaba una urna en la que se decía que residían sus poderes. Su nombre era un juego de palabras con "pallbearer" (en inglés, portador del féretro), y su frase más usual era "Ohhh yyyes!", la cual pronunciaba con estridencia a la menor oportunidad. Juntos, Undertaker y él dominaron mucho tiempo la WWE.
En Royal Rumble Paul Bearer desapareció cuando The Undertaker fue derrotado por Yokozuna y sus aliados. Hizo su retorno antes de SummerSlam encarando a Ted DiBiase, quien aseguraba que iba a traer de vuelta a The Undertaker, pero Paul aseguraba que el verdadero Undertaker sería traído por él.
Al final, Paul traicionó a The Undertaker para aliarse con Mankind. Así se desarrolló un enfrentamiento entre Undertaker y Mankind.
Antes de finalizar 1997, Paul llenó de miedo al The Undertaker diciéndole que su hermano Kane no había muerto, sino que estaba con él. Además le confesó que el verdadero padre de Kane era el mismo Paul, por lo que Kane y Undertaker eran hermanastros (kayfabe). En Bad Blood del mismo año Kane hizo su debut junto a Bearer para atacar al Undertaker. Después vendrían muchos más enfrentamientos entre ambos.
Hacia 1998-1999 Paul Bearer fue el mánager de Undertaker de nuevo y mano derecha del mismo en el Ministry of Darkness.
Más tarde hizo algunas apariciones esporádicas junto a Kane.
Paul Bearer desapareció durante los años 2001, 2002 y 2003. Regresó junto al Undertaker en Wrestlemania XX para combatir y vencer a Kane, quien había enterrado vivo a Undertaker en Survivor Series.
Durante The Great American Bash, Undertaker enterró a Paul Bearer en un ataúd de cemento.

### Total Nonstop Action Wrestling (2002-2003)
Paul trabajó el año siguiente en la Total Nonstop Action Wrestling bajo el nombre de Percy Pringle III.

### World Wrestling Entertainment/ WWE (2003-2012)
El 24 de septiembre de 2010 en las emisiones de Smackdown! regreso a la WWE en un ataúd para ayudar a Undertaker contra su hermano Kane.
El 3 de octubre en el evento Hell in a Cell traicionó a The Undertaker, dándole la victoria a su hermano Kane, cambiando a heel. El 24 de octubre, en Bragging Rights, Nexus ayudó a Kane a enterrar a The Undertaker reteniendo el Campeonato Mundial Peso Pesado.
Semanas después fue secuestrado por Edge, el cual se vengó porque Kane había interferido en un combate de Edge, Edge le jugó a Kane una serie de juegos mentales por semanas, donde llevaba a Paul Bearer en atado en una silla de ruedas, con el cual se paseaba con el por todas las locaciones donde se presentaba Smackdown!, Kane cada vez que se encontraba cerca de Egde y Paul era detenido por una amenaza de Edge, luego de esto, Edge dañaba a Paul ya sea atropellándolo, golpeándolo con una silla, lanzarlo por las escaleras, pero en realidad era un maniquí que Edge cambiaba cada vez que iba a atacar a Paul, un truco por el cual Kane siempre caía sin poder rescatar a su padre, tanta fue su desesperación que le concedió una oportunidad de revancha por el campeonato de peso pesado con tal de que le devolviera a Paul. El 10 de diciembre Paul Bearer hizo su última aparición en el programa, ya que en el último juego mental de Edge, él pone supuestamente a un maniquí en sillas de ruedas como una trampa para Kane como veces anteriores, sólo que esta vez al sobre una mesa apoyada sobre dos escaleras, al borde de un balcón, Kane cree que se trata de otro juego pero Edge le advierte que no lo haga, haciendo caso omiso Kane bota las mesas y las escaleras con Paul encima haciéndolo impactar con el concreto, Kane mira hacia abajo y se da con la sorpresa de que en realidad si era Paul Bearer que yacía muerto sobre el piso, quedando Kane horrorizado con lo que hizo. En realidad fue parte del Storyline, donde Paul Bearer fue sacado el 10 de diciembre de 2010.
En mayo de 2011, Bearer firmó un contrato con la WWE. Paul Bearer publicó esta noticia en su página de Facebook y va a hacer un "proyecto especial". Regreso en la edición 23 de abril de 2012 en Raw siendo parte del feudo entre Randy Orton y Kane, en donde Orton metió a Paul en un congelador y después Kane lo rescató para después volver a meterlo en el congelador está siendo la última aparición de Bearer en la WWE antes de su muerte después de un año. Más tarde su ficha fue puesta en el WWE Alumni.

## Fallecimiento
El 5 de marzo de 2013, a través de la página web de WWE se anunció la defunción de Moody, debido a un paro cardíaco.

### Homenajes
La WWE publicó en su canal de Youtube un video homenaje al fallecido Mánager y luego, en RAW el 11 de marzo de 2013 fue dedicado a su memoria. The Undertaker y Kane le dedicaron la noche al fallecido mánager homenajeándolo con sus clásicas poses.
En el programa RAW del 3 de marzo de 2014 se anunció que Paul Bearer será inducido al salón de la fama.

## En lucha
- Luchadores dirigidos

- - Logan McDonald
  - The Assassin
  - Blackjack Mulligan
  - Buzz Sawyer
  - Danny Jaxx
  - Dewey Robertson 'The Missing Link'
  - Dingo Warrior
  - Don Jardine
  - Eric Embry
  - Dylan Kage
  - The Executioner
  - The Great Kabuki
  - Silly Billy Tompkins
  - The Big Show
  - Jack Victory
  - Kane
  - King Parsons
  - Koko B. Ware
  - Lex Luger
  - Mankind
  - Matt Borne
  - Rick Rude
  - Steve Austin
  - Sugar Bear Harris
  - The Undertaker
  - Vader
  - Erin Saunders
  - The Rock

- Apodos
  - "The Father of Destruction"

## Campeonatos y logros
- Cauliflower Alley Club
  - Other honoree (2003)

- Gulf Coast Wrestlers Reunion
  - Pioneer Award 2001 Member of the Board of Directors

- WWE
  - WWE Hall of Fame (2014)

- Pro Wrestling Illustrated
  - Manager of the Year (1998)